# ECW Anarchy Rulz (jogo)
ECW Anarchy Rulz é um jogo de Video game sobre o ECW desenvolvido pela Acclaim Entertainment, publicado em 2000. Foi lançado para Playstation e Dreamcast. O game é a sequência de ECW Hardcore Revolution.

## Características
Após o ECW Hardcore Revolution ser recebido desanimadamente, entre outros motivos, pela falta da verdadeira emoção do programa televisivo, a Acclaim tentou compensar isso adcionando vários tipos de luta. Entre esses estão Street Fight, Table Match, Inferno Match, Dumpster Match, Lion's Dean, Hate Match e o Royal Rumble.
O jogo é caracterizado pelos novos tipos de controle, muito semelhantes aos da série WWF War Zone. O modo carreira foi adcionado nesta versão, deixando o jogo mais interativo. Houve uma versão deste jogo para o Nintendo 64, mas foi cancelada porque o console estava quase morto.
Este foi o último jogo sobre a ECW antes da sua aquisição pela WWE, mas a Acclaim passou a produzir a série Legends of Wrestling. a ECW atual só voltaria aos consoles em 2007 com o jogo WWE SmackDown vs Raw 2008 Featuring ECW.

## Lutadores participantes
| - Bill Alfonso - Amish Roadkill - Angel - Balls Mahoney - Big Sal E. Graziano - C.W. Anderson - Chris Chetti - Steve Corino - Justin Credible - Cyrus - Dawn Marie - Tony DeVito - Tommy Dreamer | - Elektra - Francine - Joel Gertner - Little Guido - Paul Heyman - Jason - Jazz - Jerry Lynn - Kid Kash - Lou E. Dangerously - New Jack - Sabu - Rhyno | - Dusty Rhodes - Rob Van Dam - Super Crazy - Simon Diamond - Sandman - Spike Dudley - Lance Storm - Joey Styles - Tajiri - Tanaka - Jack Victory - Mikey Whipwreck |